# Opisthopsis
Opisthopsis é um gênero de insetos, pertencente a família Formicidae.

## Espécies
- Opisthopsis diadematus
- Opisthopsis haddoni
- Opisthopsis halmaherae
- Opisthopsis jocosus
- Opisthopsis lienosus
- Opisthopsis linnaei
- Opisthopsis major
- Opisthopsis manni
- Opisthopsis maurus
- Opisthopsis panops
- Opisthopsis pictus
- Opisthopsis respiciens
- Opisthopsis rufithorax